# Le Val-Saint-Germain
Le Val-Saint-Germain település Franciaországban, Essonne megyében. Lakosainak száma 1550 fő (2022. január 1.). Le Val-Saint-Germain Vaugrigneuse, Sermaise, Angervilliers, Roinville, Saint-Chéron, Saint-Cyr-sous-Dourdan és Saint-Maurice-Montcouronne községekkel határos.

## Népesség
A település népességének változása:
| Lakosok száma | 1427 | 1437 | 1487 | 1475 | 1492 | 1486 | 1498 | 1524 | 1550 |
|               | 2013 | 2015 | 2016 | 2017 | 2018 | 2019 | 2020 | 2021 | 2022 |